# Physoconops gilmorei
Physoconops gilmorei är en tvåvingeart som beskrevs av Camras 1955. Physoconops gilmorei ingår i släktet Physoconops och familjen stekelflugor. Inga underarter finns listade i Catalogue of Life.